# فيش كريك (بلدة)
فيش كريك (بالإنجليزية: Fish Creek) هي بلدة صغيرة تقع في جيبسلاند الجنوبية بولاية فيكتوريا، أستراليا. تقع على بعد حوالي 170 كيلومترًا جنوب شرق ملبورن، وتُدار من قبل بلدية جنوب جيبسلاند.

## التاريخ
استُوطنَت المنطقة في أواخر القرن التاسع عشر، وكان النشاط الزراعي، ولا سيما تربية الألبان، هو النشاط الاقتصادي الرئيسي. تأسس مكتب البريد في فيش كريك في عام 1890، ما يعكس نمو المجتمع المحلي.

## الاقتصاد والمجتمع
تُعد تربية الألبان النشاط الاقتصادي الرئيسي في المنطقة، وقد تطور المشهد الفني المحلي مع وجود عدد من الفنانين والمعارض. وتضم البلدة مرافق محلية تشمل مدرسة ابتدائية، وفندقًا، ومجموعة من المتاجر والمقاهي، ما يجعلها نقطة توقف للمسافرين في طريقهم إلى منتزه ويلسونز برومونتوري الوطني.

## الثقافة والمعالم
تشتهر فيش كريك بكونها مركزًا فنيًا صغيرًا، وتحتوي على معارض فنية وفعاليات ثقافية. ومن أبرز المعالم فيها تمثال السمكة العملاق فوق مبنى الفندق المحلي، والذي أصبح رمزًا شهيرًا للبلدة.

## الأنشطة السياحية والطبيعة
تُعد فيش كريك بوابة طبيعية إلى منتزه ويلسونز برومونتوري الوطني، أحد أهم الوجهات البيئية في فيكتوريا، والذي يضم شواطئ خلابة، ومسارات للمشي، وتنوعًا بيولوجيًا غنيًا من النباتات والحيوانات. كما يتيح موقع البلدة القريب من المحمية للزوار التمتع برحلات يومية لممارسة رياضة المشي لمسافات طويلة، ومراقبة الطيور، وزيارة الشواطئ البكر.
توفر البلدة عددًا من مرافق الإقامة مثل النُزل الريفية والمبيت والإفطار، وهي محطة مفضلة للمسافرين الباحثين عن الطبيعة الهادئة والمناظر الطبيعية.

## السكان
وفقًا لتعداد عام 2021، بلغ عدد سكان فيش كريك 827 نسمة، ما يعكس طابعها الريفي والهادئ.